# Caldona (satèl·lit)
Caldona (del grec Xαλδηνη) o Júpiter XXI és un satèl·lit natural
irregular del planeta Júpiter. Fou descobert l'any 2000 per un equip de la Universitat de Hawaii liderat per Scott Sheppard i rebé la designació provisional de S/2000 J 10.

## Característiques
Caldona té un diàmetre d'uns 3,8 quilòmetres, i orbita Júpiter a una distància mitjana de 22,713 milions de km en 699,327 dies, a una inclinació de 164,9 º a l'eclíptica (165,5° a l'equador de Júpiter), en una direcció retrògrada i amb una excentricitat de 0,3678.
Pertany al grup de Carme, compost pels satèl·lits irregulars retrògrads de Júpiter en òrbites entre els 23 i 24 milions de km i en una inclinació d'uns 165 °.

## Denominació
El satèl·lit deu el seu nom al personatge de la mitologia grega Caldona, una conquesta amorosa de Zeus, amb la qual tingué Solimes, company d'Enees.
Rebé el nom definitiu de Caldona el 22 d'octubre de 2002.